# Unione Sportiva Livorno 1963-1964
Questa voce raccoglie le informazioni riguardanti l'Unione Sportiva Livorno nelle competizioni ufficiali della stagione 1963-1964.

## Stagione
La stagione 1963-1964 regala finalmente la Serie B al Livorno guidato dal presidente Arno Ardisson e dal tecnico Guido Mazzetti. Con la coppia d'attacco formata da Giuseppe Virgili e da Luigi Mascalaito autori insieme di 29 reti gli amaranto prendono presto il largo in campionato, contrastati solo dal sorprendente Forlì. Attacco e difesa sono i migliori del torneo con 45 reti realizzate e 18 subite. Come ai vecchi tempi l'Ardenza rimane imbattuta, con 15 vittorie e 2 pareggi e tra le individualità spicca sempre di più quella di Mauro Lessi che sta diventando la bandiera della squadra labronica.

## Rosa
| N. |                   | Ruolo | Calciatore        |
| -- | ----------------- | ----- | ----------------- |
|    | Italia (bandiera) | D     | Mario Amidei      |
|    | Italia (bandiera) | C     | Carlo Azzali      |
|    | Italia (bandiera) | D     | Roberto Balestri  |
|    | Italia (bandiera) | A     | Giuseppe Basilico |
|    | Italia (bandiera) | P     | Renato Bellinelli |
|    | Italia (bandiera) | P     | Luigi Buglioni    |
|    | Italia (bandiera) | D     | Gianni Caleffi    |
|    | Italia (bandiera) | C     | Lorenzo Cappa     |
|    | Italia (bandiera) | C     | Mario Cartasegna  |
|    | Italia (bandiera) | C     | Carlo Cattabiani  |

| N. |                   | Ruolo | Calciatore       |
| -- | ----------------- | ----- | ---------------- |
|    | Italia (bandiera) | A     | Adelio Colombo   |
|    | Italia (bandiera) | P     | Pino Gimelli     |
|    | Italia (bandiera) | D     | Mauro Lessi      |
|    | Italia (bandiera) | D     | Nicola Marinelli |
|    | Italia (bandiera) | D     | Luigi Mascalaito |
|    | Italia (bandiera) | C     | Piero Pistolesi  |
|    | Italia (bandiera) | C     | Piero Ribechini  |
|    | Italia (bandiera) | D     | Fulvio Varglien  |
|    | Italia (bandiera) | A     | Giuseppe Virgili |

## Risultati

### Serie C Girone B

#### Girone di andata
| Arbitro: | De Angelis (Bussi) |

|                    |           |                            |
| Ninni 3’ Leoni 68’ | Marcatori | 76’ Virgili 81’ Mascalaito |

| Arbitro: | Fioretti (Roma) |

|                           |           |  |
| Virgili 5’ Mascalaito 84’ | Marcatori |  |

| Arbitro: | Casella (Messina) |

|             |           |  |
| Vomiero 50’ | Marcatori |  |

| Arbitro: | Donato (Civitavecchia) |

|                           |           |  |
| Mascalaito 8’ Virgili 19’ | Marcatori |  |

| Arbitro: | Cimma (Biella) |

|  |           |                                                |
|  | Marcatori | 49’ Colombo 78’ (aut.) Scazzola 87’ Mascalaito |

| Arbitro: | Pieroni (Roma) |

|  |           |             |
|  | Marcatori | 56’ Virgili |

| Arbitro: | Galatolo (Santa Margherita Ligure) |

|               |           |  |
| Ribechini 50’ | Marcatori |  |

| Arbitro: | Bigi (Padova) |

|             |           |                |
| Longoni 66’ | Marcatori | 33’ Cartasegna |

| Arbitro: | Olivati (Genova) |

|               |           |  |
| Cartasegna 6’ | Marcatori |  |

| Arbitro: | Gonella (Asti) |

|                |           |             |
| Venturelli 80’ | Marcatori | 73’ Virgili |

| Arbitro: | Vitullo (Roma) |

|                       |           |             |
| Mascalaito 31’ (rig.) | Marcatori | 61’ Bertini |

| Arbitro: | Vacchini (Milano) |

|                |           |  |
| Cartasegna 37’ | Marcatori |  |

| Arbitro: | Rimoldi (Milano) |

|             |           |  |
| Magheri 14’ | Marcatori |  |

| Arbitro: | Virgili (Roma) |

|                                                         |           |                 |
| Colombo 9’ Virgili 18’, 69’ Buglioni 24’ Mascalaito 85’ | Marcatori | 68’ Castellazzi |

| Sassari 29 dicembre 1963 15ª giornata | Torres        | 0 – 0 | Livorno | Stadio Acquedotto\| Arbitro: \| Firmi (Crema) \| |
| Arbitro:                              | Firmi (Crema) |       |         |                                                  |

| Arbitro: | Costenaro (Bassano del Grappa) |

|               |           |  |
| Mascalaito 9’ | Marcatori |  |

| Ravenna 12 gennaio 1964 17ª giornata | Sarom Ravenna          | 0 – 0 | Livorno | Stadio Bruno Benelli\| Arbitro: \| Gandiolo (Alessandria) \| |
| Arbitro:                             | Gandiolo (Alessandria) |       |         |                                                              |

#### Girone di ritorno
| Arbitro: | Panzino (Catanzaro) |

|                |           |  |
| Cartasegna 60’ | Marcatori |  |

| Arbitro: | Pieroni (Roma) |

|  |           |                |
|  | Marcatori | 57’ Cartasegna |

| Arbitro: | Capriccioli (Roma) |

|                                                |           |            |
| Mascalaito 13’, 24’ Azzali I 29’ Ribechini 80’ | Marcatori | 90’ Pribaz |

| Arbitro: | Camozzi (Porto d'Ascoli) |

|  |           |             |
|  | Marcatori | 16’ Virgili |

| Arbitro: | Motta (Monza) |

|                  |           |            |
| Virgili 20’, 43’ | Marcatori | 82’ Bellei |

| Arbitro: | Canova (Milano) |

|                               |           |  |
| Ribechini 8’ Virgili 12’, 68’ | Marcatori |  |

| Arbitro: | Magrini (Venezia) |

|                      |           |                            |
| Balestrieri 28’, 35’ | Marcatori | 13’ Mascalaito 71’ Virgili |

| Arbitro: | Casella (Messina) |

|                                           |           |  |
| Mascalaito 62’ Virgili 66’ Cartasegna 84’ | Marcatori |  |

| Arbitro: | Galatolo (Santa Margherita Ligure) |

|             |           |  |
| Pennati 13’ | Marcatori |  |

| Arbitro: | Piantoni (Terni) |

|                            |           |  |
| Virgili 70’ Mascalaito 82’ | Marcatori |  |

| Arbitro: | Sanguineti (Chiavari) |

|                       |           |  |
| Aldi 44’ Fracassa 86’ | Marcatori |  |

| Arbitro: | Schinetti (Brescia) |

|                   |           |              |
| Mainardi 15’, 70’ | Marcatori | 84’ Basilico |

| Livorno 19 aprile 1964 30ª giornata | Livorno                | 0 – 0 | Forlì | Stadio Comunale\| Arbitro: \| Gandiolo (Alessandria) \| |
| Arbitro:                            | Gandiolo (Alessandria) |       |       |                                                         |

| Arbitro: | Marchiori (Padova) |

|             |           |                |
| Carpini 89’ | Marcatori | 77’ Mascalaito |

| Arbitro: | D'Auria (Salerno) |

|               |           |  |
| Mascalaito 1’ | Marcatori |  |

| Arezzo 17 maggio 1964 33ª giornata | Arezzo                   | 0 – 0 | Livorno | Stadio Comunale\| Arbitro: \| Camozzi (Porto d'Ascoli) \| |
| Arbitro:                           | Camozzi (Porto d'Ascoli) |       |         |                                                           |

| Arbitro: | Possagno (Treviso) |

|              |           |  |
| Varglien 73’ | Marcatori |  |